# Homalia membranacea
Homalia membranacea là một loài Rêu trong họ Neckeraceae. Loài này được (Müll. Hal.) Müll. Hal. miêu tả khoa học đầu tiên năm 1898.